# N.CHエンターテイメント
nCH エンターテインメント（エンシーエイチエンターテインメント、朝鮮語: 엔씨에이치 엔터테인먼트、英語: nCH Entertainment）は、チョン・チャンファンが設立した韓国の芸能事務所。社名の「nCH」は、「Nature/Cosmo/Human」（ネイチャーコスモヒューマン）の略。

## 来歴
- 2017年2月、チョン・チャンファンが設立。
- 2018年8月、NATUREがデビュー。
- 2020年4月、TOO(現在のTO1)がデビュー。
- 2021年1月19日、CJ ENMとn.CHエンターテインメントが2018年10月に共同プロジェクトで発掘・制作に合意したTOO(現在のTO1)は、CJ ENMがn.CHエンターテインメントとのマネジメント代行契約期間が終了したことで、今後TOOのマネジメント業務はCJ ENMが担当することを正式発表。「CJ ENMはTOOのメンバー全員と専属契約を結んで、全ての権利を保有しているTOOの所属会社であり、nCH エンターテインメントは当社が昨年8月までTOOの“PRおよびマネジメント委託代行”を任せた会社である点を申し上げます」としn.CHエンターテインメントは業務引継ぎを行いTOOのマネジメント業務はCJ ENM傘下のStone Music Entertainmentが行うことになった[1]。
- 2023年7月14日、日本の楽天とパートナーシップを締結し、多彩なプロジェクトを展開していくことを発表[2]。

## 所属人物

### アーティスト
- キム・ソヒ - NATUREの元メンバー
- KKD（国歌団 Kukgatan） -『明日は国民歌手』出身の男性歌手10人によるグループ
  - パク・チャングン
  - キム・ドンヒョン
  - イ・ソロモン
  - パク・チャンヒョン
  - イ・ビョンチャン
  - コ・ウンソン
  - ソン・ジヌク
  - チョ・ヨノ
  - キム・ヒソク
  - キム・ヨンフム
- n.SSign（エンサイン）-『青春スター』出身の7人組ボーイズグループ
  - カズタ
  - ドハ
  - ソンユン
  - ロビン
  - ハンジュン
  - ロレンス
  - ヒウォン
- キム・プルム - シンガーソングライター。『青春スター』出身
- リュ・ジヒョン - シンガーソングライター。『青春スター』出身
- キム・ジョンハン - シンガーソングライター。『青春スター』出身
- キム・テヒョン - 歌手。『青春スター』出身
- ヒョン・シニョン - 歌手。『青春スター』出身
- ペク・ヒヨン（ベッキー） - 歌手。『青春スター』出身

### 俳優[3]
- ノ・ミヌ
- シン・ミョンソン
- ウ・ダビ
- ペク・ソフ
- ソ・ジンウォン

## 元所属人物

### アーティスト&グループ
- NATURE - 2024年4月27日に解散を正式発表
  - ヨルメ(イム・ジヨン) (デビュー直前に脱退)
  - ガガ(リー・ジャジャ) (2019年10月8日脱退)
  - オーロラ
  - セボム
  - ルー
  - チェビン
  - ハル
  - ロハ
  - ユチェ
  - サンシャイン
- TOO(現TO1) - (2021年1月にマネジメント終了)
  - チフン
  - ドンゴン
  - チャン
  - ジス
  - ミンス
  - ジェユン
  - ジェイユー
  - ギョンホ
  - ジェローム
  - ウンギ
- n.SSign
  - ヒョン (2024年8月5日脱退)
  - エディ (2024年12月8日脱退)
  - ジュニョク (2024年12月8日脱退)

### 俳優
- キム・ギュテ
- キム・セジン
- ミン・チャンギ

### 練習生
- FUMA(フウマ) - &TEAM (HYBE LABELS JAPAN)